# جان جی. هیکی
جان جی. هیکی (به انگلیسی: John J. Hickey) سناتور سابق عضو حزب دموکرات ایالات متحده آمریکا بود. وی در سال ۱۹۶۱ تا ۱۹۶۲ میلادی سناتور ایالت وایومینگ در سنای ایالات متحده آمریکا بود.